# Justine Goy
Justine Goy (née Giustina Camerino, née le 10 décembre 1928 à Corato en Italie et morte le 10 mars 2019 à Grenoble) est une ouvrière, militante communiste et syndicaliste de l’Isère.

## Biographie
Giustina Camerino est née à Corato en Italie le 10 décembre 1928. Ses parents, Cataldo Camerino (1891-) et Maria Giovanna Diaferia (1892-) sont des communistes italiens qui émigrent en France. Ils sont naturalisés, avec leurs quatre enfants en 1929 et s'installent dans l'Isère,. 
Deux de ses frères s'engagent dans la Résistance et sont tués pendant leur clandestinité.
Elle passe le certificat d'études primaires, puis commence à travailler comme ouvrière dans la biscuiterie Brun de Saint-Martin-d’Hères.
Elle épouse en 1959, Ezio Goy, membre du parti communiste et délégué syndical chez Merlin Gérin. Le couple a deux enfants. Ils vivent à Saint Martin d'Hères, place Karl Marx.

### La CGT
Ouvrière à la biscuiterie Brun, elle rejoint la CGT dès l'âge de vingt ans, en 1948. Elle est secrétaire du syndicat de son usine et déléguée du personnel. Elle participe à toutes les actions syndicales, toutes les grèves, jusqu’à la fermeture de l’usine en 1989.
En 1955, elle est déléguée à la Conférence internationale des travailleurs de l’alimentation et du tabac qui se tient en Bulgarie. Au début des années 1960, elle est membre de la commission administrative de l’Union départementale de la CGT.

### Parti communiste
Justine Goy adhère au Parti communiste en 1950. Secrétaire de la cellule d’usine du parti, elle suit une formation à l'école fédérale en octobre 1960 et accède au comité fédéral en mai 1961, puis est nommée au bureau fédéral en janvier 1963. Elle devient secrétaire fédérale et permanente en mai 1964, jusqu'en 1965 où elle n'est pas réélue. Elle s'occupe du secteur femmes au sein de la direction fédérale de l'Isère dans les années 1960 et 1970. 
En 1973, elle est candidate aux élections législatives dans la circonscription de l'Isère et affronte, au second tour, Aimé Paquet des Républicains indépendants qui l'emporte avec 55,4 % des voix. Elle est à nouveau candidate en 1978.
En 1979, elle revient au secrétariat fédéral et ce jusqu’en 1985. Elle quitte le bureau en 1987 mais continue de participer à la vie politique. Elle signe en 2011 "l'appel à la sortie de l'Euro et la rupture avec l'UE au service du capitalisme", soutient l'année suivante la déclaration de huit membres du Conseil national du PCF qui va dans le même sens,, fait partie du comité de soutien au candidat de la liste du Rassemblement à gauche, David Queiros aux élections municipales de 2014,,.
Elle décède à Grenoble le 10 mars 2019, à l'âge de 90 ans.